# Універ. 10 років по тому
Універ. 10 років потому (рос. Универ. 10 лет спустя) — російський серіал у жанрі драма, продовження телесеріалу Універ, та Універ. Нова общага. Прем'єра першого та єдиного сезону відбулася на ТНТ 6 грудня 2021 року. Сезон транслювався до 23 грудня того ж року.

## Сюжет
З моменту фіналу серіалу «Універ. Нова общага» минуло 10 років. Герої подорослішали, але проблеми нікуди не поділися. Хтось розлучився, а хтось навпаки щасливий у шлюбі і планує дитину, хтось насолоджується шикарним життям, а хтось змушений таксувати, щоб прогодувати сім'ю, хтось із роками тільки гарнішає, а хтось втрачає останнє волосся — це вже не універ, а реальне життя, яке приймає всіх по різному.
Як запевняє творців, новий серіал — це вже не наївна комедія положень, а повноцінна життєва історія з улюбленими персонажами, ось тільки їхні проблеми набувають зовсім інших масштабів, а пріоритети зміщуються в інший бік.

## У ролях
| №  | Справжнє ім'я                   | Ім'я в серіалі                    | Роль |
| -- | ------------------------------- | --------------------------------- | --- |
| 1  | Кещян Арарат Геворгович         | Артур Тигранович Мікаелян (Майкл) | Науковий співробітник, згодом домогосподар, чоловік Варі, тато Карини та Маргарити, зять Павла Володимировича                           |
| 2  | Ярушин Станіслав Сергійович     | Антон Львович Мартинов            | Бізнесмен, чоловік Христини |
| 3  | Хількевич Анна Олександрівна    | Марія Олександрівна Будейко       | (до шлюбу — Бєлова), телеведуча, дружина Валі                                                                                           |
| 4  | Самбурська Настасья Аніславівна | Христина Михайлівна Соколовська   | Фітнес-тренерка, дружина Антона, кохана Андрія                                                                                          |
| 5  | Катерина Молоховська            | Варвара Павлівна Мікаелян         | (до шлюбу Зуєва), психотерапевтка (у минулому - психологиня МВДУ), дочка Павла Володимировича, дружина Майкла, мама Карини та Маргарити |
| 6  | Олександр Стекольников          | Валентин Григорович Будейко       | Науковий співробітник, чоловік Маші |
| 7  | Кузіна Ганна Євгенівна          | Яна Вікторівна Семакіна           | (До розлучення з першим чоловіком – Іванова), була бухгалтеркою в автосалоні                                                            |
| 8  | Сергій Піоро                    | Павло Володимирович Зуєв          | Пенсіонер (у минулому — ректор МВДУ), батько Варі, дід Карини та Марго, тесть Майкла                                                    |
| 9  | Білий Анатолій Олександрович    | Андрій Вікторович Берьозкін       | Юрист, коханий Христини |
| 10 | Артем Шевченко                  | Сергій Вікторович Суріков         | Колега Яни, згодом її другий чоловік та вітчим Микити                                                                                   |
| 11 | Анастасія Драголюб              | Дарина                            | Няня в сім'ї Мікаелянів |
| 12 | Таїсія Котова                   | Каріна Артурівна Мікаелян         | Старша дочка Майкла та Варі, старша сестра Марго, внучка Павла Володимировича                                                           |
| 13 | Марія-Фредеріка Чорноліхова     | Маргарита Артурівна Мікаелян      | Молодша дочка Майкла та Варі, молодша сестра Карини, онука Павла Володимировича                                                         |
| 14 | Олександр Сабаров               | Микита Максимович Семакін         | Син Яни |
| 15 | Віра Островська                 | Олена Валентинівна Будейко        | Дівчинка з дитбудинку, згодом — прийомна дочка Маші та Валі                                                                             |
| 16 | Михайло Тарабукін               | Володимир Маслов                  | Поліцейський |
| 17 | Серебряков Олексій Валерійович  | Сергій Валерійович                | Олігарх |
| 18 | Микита Карпінський              | Микита                            | Продюсер телеканалу |

## Продовження
У липні 2023 року розпочалися зйомки продовження серіалу під назвою «Універ. 13 років потому».